# Michał Grek
Michał Grek (19. listopadu 1863 – 24. října 1929 Lvov) byl rakouský právník a politik polské národnosti z Haliče, na počátku 20. století poslanec Říšské rady.

## Biografie
Absolvoval práva na Lvovské univerzitě, kde získal titul doktora práv. Věnoval se pak advokacii. Rychle si získal renomé po celé Haliči, zejména při právním zastupování v politických kauzách. Šlo například o kauzu akademiků K. Szczepanowského a A. Cehaka ze Lvova stíhaných pro jejich prosazování národního smutku k stému výročí druhého dělení Polska. Koncem dekády obhajoval i politika a průmyslníka Stanisława Szczepanowského. V 90. letech rovněž vydával ve Lvově týdeník Trybuna, který měl blízko k demokratickému proudu v polské politice. Zároveň měl ale blízko i lidoveckému hnutí a spolupracoval s jeho tiskovým orgánem Przyjaciel Ludu. Byl prezidentem lvovské advokátní komory.
Působil i jako poslanec Říšské rady (celostátního parlamentu Předlitavska), kam usedl ve volbách do Říšské rady roku 1901 za kurii městskou v Haliči, obvod Rzeszów, Jarosław. V roce 1901 se uvádí jako oficiální polský kandidát, tedy kandidát Polského klubu. V jeho rámci patřil do demokratické frakce. Byl stoupencem tzv. soustředených demokratů, což byla skupinsa městských demokratů, kteří ale měli sympatie vůči lidoveckému hnutí a časem i vůči socialistům.
Jako poslanec parlamentu se snažil během ruské revoluce roku 1905 o umožnění azylu v Haliči pro osoby stíhané ruskými úřady za revoluční činnost. V této době se dále sbližoval s polskými lidovci a socialisty. Nakonec vstoupil do Polské lidové strany a v roce 1908 se stal členem jejího předsednictva. V roce 1908 též kandidoval za Polskou lidovou stranu neúspěšně na Haličský zemský sněm. Roku 1908 se také zúčastnil slovanského sjezdu v Praze. V roce 1913 během rozkolu v Polské lidové straně se přiklonil k levicovému křídlu a v dubnu 1914 byl zvolen místopředsedou nové strany Polská lidová strana levice.
Během světové války se poněkud stáhl z politického dění. Po válce byl členem Prozatímní vlády v Haliči a podílel se na zvládání zejména sociální situace v poválečné Haliči.
Zemřel v říjnu 1929. Pohřben byl na Lyčakovském hřbitově.
Jego první ženou byla dramatička F. Stachowiczowa, bratr Jan Grek byl lvovským lékařem.